# Josia punonis
Josia punonis är en fjärilsart som beskrevs av Embrik Strand 1921. Josia punonis ingår i släktet Josia och familjen tandspinnare. Inga underarter finns listade i Catalogue of Life.